# Luís Mariano
Pour le chanteur, voir Luis Mariano.
Pour les articles homonymes, voir Mariano.
Luís Mariano, de son complet Luís Mariano Ventura Borges, né le 23 octobre 1968 à Lisbonne, est un footballeur portugais évoluant au poste de milieu de terrain.

## Biographie
Formé au sein du centre de formation du SL Benfica, il intègre l’équipe première lors de la saison 1987-1988. Malgré un temps de jeu limité, il remporte le titre de champion du Portugal en 1989 avec le club lisboète,.
Cherchant à obtenir davantage de temps de jeu, il rejoint le UD Leiria en 1989, où il inscrit son premier but professionnel. La saison suivante, il signe à l’Académica de Coimbra, club historique du football portugais, où il marque trois buts en vingt-deux rencontres disputées,.
Après une saison au GD Estoril-Praia, Luís Mariano évolue dans plusieurs clubs portugais des divisions inférieures, notamment l’AD Ovarense, le FC Tirsense, le FC Alverca et l’AD Sanjoanense,.

## Palmarès
SL Benfica
- Championnat du Portugal
  - Champion : 1988-89.